# Sezonul 2022 al NFL
Sezonul 2022 al NFL a fost cel de-al 103-lea sezon din istoria National Football League. Sezonul a început pe 8 septembrie 2022 cu meciul dintre campioana în exercițiu Los Angeles Rams și Buffalo Bills. Sezonul s-a încheiat în data de 12 februarie 2022 pe State Farm Stadium din Glendale, Arizona cu meciul de Super Bowl LVII.

## Pre-sezon
Antrenamentele sezonului 2022 au debutat la finalul lunii iulie și au durat până în august. Echipele nu puteau să inițieze aceste antrenamente decât cu maximum 15 zile înainte de primul meci din presezon.

## Sezonul regulat
Sezonul regulat va include 544 de meciuri. Fiecare echipă joacă 17 meciuri repartizate pe parcursul a 18 săptămâni consecutive. Ele vor avea la dispoziție o săptămână de repaus numită bye week. Din cauza numărului mic de meciuri nici o echipă nu va juca împotriva tuturor celorlalte echipe. Pentru fiecare echipă, meciurile se vor juca astfel:
- 6 meciuri împotriva celorlalte echipe din aceeași divizie (meciuri tur-retur)
- 4 meciuri împotriva unor echipe dintr-o altă divizie din aceeași conferință (diviziile care se vor întâlni se schimba în fiecare an după o rotație prestabilită)
- 4 meciuri împotriva unor echipe dintr-o altă divizie din cealaltă conferință (diviziile care se vor întâlni se schimbă în fiecare an după o rotație prestabilita)
- 2 meciuri împotriva echipelor din aceeași conferință care au terminat pe același loc în sezonul precedent (locul 1 contra locul 1, locul 2 contra locul 2, etc.)
- 1 meci împotriva unor echipe dintr-o altă divizie din aceeași conferință cu care a jucat în urmă cu doi ani, conform locurilor ocupate în diviziile respective din sezonul anterior

Sezonul regulat 2022 a început pe 9 septembrie 2022 și s-a încheiat pe 9 ianuarie 2023.

### Meciuri intra-conferințe
- AFC East - AFC North
- AFC South - AFC West
- NFC East - NFC North
- NFC South - NFC West

### Meciuri inter-conferințe
- AFC East - NFC North
- AFC North - NFC South
- AFC South - NFC East
- AFC West - NFC West

### Meciuri conform locului în clasament în sezonul trecut
- AFC North - NFC East
- AFC South - NFC North
- AFC West - NFC South
- AFC East - NFC West

## Clasamente sezonul regulat
| AFC East                            | AFC East | AFC East | AFC East | AFC East | AFC East | AFC East | AFC East | AFC East | AFC East |
| vizualizare • discuție • modificare | V        | Î        | E        | PCT      | DIV      | CONF     | PM       | PP       | CON      |
| ----------------------------------- | -------- | -------- | -------- | -------- | -------- | -------- | -------- | -------- | -------- |
| Buffalo Bills                       | 13       | 3        | 0        | 81,3%    | 4-2      | 9-2      | 455      | 286      | V7       |
| Miami Dolphins                      | 9        | 8        | 0        | 52,9%    | 3-3      | 7-5      | 397      | 399      | V1       |
| New England Patriots                | 8        | 9        | 0        | 47,1%    | 3-3      | 6-6      | 364      | 347      | Î1       |
| New York Jets                       | 7        | 10       | 0        | 41,2%    | 2-4      | 5-7      | 296      | 316      | Î6       |

| AFC North                           | AFC North | AFC North | AFC North | AFC North | AFC North | AFC North | AFC North | AFC North | AFC North |
| vizualizare • discuție • modificare | V         | Î         | E         | PCT       | DIV       | CONF      | PM        | PP        | CON       |
| ----------------------------------- | --------- | --------- | --------- | --------- | --------- | --------- | --------- | --------- | --------- |
| Cincinnati Bengals                  | 12        | 4         | 0         | 75,0%     | 3-3       | 8-3       | 418       | 322       | V8        |
| Baltimore Ravens                    | 10        | 7         | 0         | 58,8%     | 3-3       | 6-6       | 350       | 315       | Î2        |
| Pittsburgh Steelers                 | 9         | 8         | 0         | 52,9%     | 3-3       | 5-7       | 308       | 346       | 4V        |
| Cleveland Browns                    | 7         | 10        | 0         | 41,2%     | 3-3       | 4-8       | 361       | 381       | Î1        |

| AFC South                           | AFC South | AFC South | AFC South | AFC South | AFC South | AFC South | AFC South | AFC South | AFC South |
| vizualizare • discuție • modificare | V         | Î         | E         | PCT       | DIV       | CONF      | PM        | PP        | CON       |
| ----------------------------------- | --------- | --------- | --------- | --------- | --------- | --------- | --------- | --------- | --------- |
| Jacksonville Jaguars                | 9         | 8         | 0         | 52,9%     | 4-2       | 8-4       | 404       | 350       | V5        |
| Tennessee Titans                    | 7         | 10        | 0         | 41,2%     | 3-3       | 5-7       | 298       | 359       | Î7        |
| Indianapolis Colts                  | 4         | 12        | 1         | 26,5%     | 1-4-1     | 4-7-1     | 289       | 427       | Î7        |
| Houston Texans                      | 3         | 13        | 1         | 20,6%     | 3-2-1     | 3-8-1     | 289       | 420       | V1        |

| AFC West                            | AFC West | AFC West | AFC West | AFC West | AFC West | AFC West | AFC West | AFC West | AFC West |
| vizualizare • discuție • modificare | V        | Î        | E        | PCT      | DIV      | CONF     | PM       | PP       | CON      |
| ----------------------------------- | -------- | -------- | -------- | -------- | -------- | -------- | -------- | -------- | -------- |
| Kansas City Chiefs                  | 14       | 3        | 0        | 82,4%    | 6-0      | 9-3      | 496      | 369      | V5       |
| Los Angeles Chargers                | 10       | 7        | 0        | 58,8%    | 2-4      | 7-5      | 391      | 384      | Î1       |
| Las Vegas Raiders                   | 6        | 11       | 0        | 35,3%    | 3-3      | 5-7      | 395      | 418      | Î3       |
| Denver Broncos                      | 5        | 12       | 0        | 29,4%    | 1-5      | 3-9      | 287      | 359      | V1       |

| NFC East                            | NFC East | NFC East | NFC East | NFC East | NFC East | NFC East | NFC East | NFC East | NFC East |
| vizualizare • discuție • modificare | V        | Î        | E        | PCT      | DIV      | CONF     | PM       | PP       | CON      |
| ----------------------------------- | -------- | -------- | -------- | -------- | -------- | -------- | -------- | -------- | -------- |
| Philadelphia Eagles                 | 14       | 3        | 0        | 82,4%    | 4-2      | 9-3      | 477      | 344      | V1       |
| Dallas Cowboys                      | 12       | 5        | 0        | 70,6%    | 4-2      | 8-4      | 467      | 342      | Î1       |
| New York Giants                     | 9        | 7        | 1        | 55,9%    | 1-4-1    | 4-7-1    | 365      | 371      | Î1       |
| Washington Commanders               | 8        | 8        | 1        | 50,0%    | 2-3-1    | 5-6-1    | 321      | 343      | V1       |

| NFC North                           | NFC North | NFC North | NFC North | NFC North | NFC North | NFC North | NFC North | NFC North | NFC North |
| vizualizare • discuție • modificare | V         | Î         | E         | PCT       | DIV       | CONF      | PM        | PP        | CON       |
| ----------------------------------- | --------- | --------- | --------- | --------- | --------- | --------- | --------- | --------- | --------- |
| Minnesota Vikings                   | 13        | 4         | 0         | 76,5%     | 4-2       | 8-4       | 424       | 427       | V1        |
| Detroit Lions                       | 9         | 8         | 0         | 52,9%     | 5-1       | 7-5       | 453       | 427       | V2        |
| Green Bay Packers                   | 8         | 9         | 0         | 47,1%     | 3-3       | 6-6       | 370       | 371       | Î1        |
| Chicago Bears                       | 3         | 14        | 0         | 17,6%     | 0-6       | 1-11      | 326       | 463       | Î10       |

| NFC South                           | NFC South | NFC South | NFC South | NFC South | NFC South | NFC South | NFC South | NFC South | NFC South |
| vizualizare • discuție • modificare | V         | Î         | E         | PCT       | DIV       | CONF      | PM        | PP        | CON       |
| ----------------------------------- | --------- | --------- | --------- | --------- | --------- | --------- | --------- | --------- | --------- |
| Tampa Bay Buccaneers                | 8         | 9         | 0         | 47,1%     | 4-2       | 8-4       | 313       | 358       | Î1        |
| Carolina Panthers                   | 7         | 10        | 0         | 41,2%     | 4-2       | 6-6       | 347       | 374       | V1        |
| New Orleans Saints                  | 7         | 10        | 0         | 41,2%     | 2-4       | 5-7       | 330       | 345       | Î1        |
| Atlanta Falcons                     | 7         | 10        | 0         | 41,2%     | 2-4       | 6-6       | 365       | 386       | V2        |

| NFC West                            | NFC West | NFC West | NFC West | NFC West | NFC West | NFC West | NFC West | NFC West | NFC West |
| vizualizare • discuție • modificare | V        | Î        | E        | PCT      | DIV      | CONF     | PM       | PP       | CON      |
| ----------------------------------- | -------- | -------- | -------- | -------- | -------- | -------- | -------- | -------- | -------- |
| San Francisco 49ers                 | 13       | 4        | 0        | 76,5%    | 6-0      | 10-2     | 450      | 277      | V10      |
| Seattle Seahawks                    | 9        | 8        | 0        | 52,9%    | 4-2      | 6-6      | 407      | 401      | V2       |
| Los Angeles Rams                    | 5        | 12       | 0        | 29,4%    | 1-5      | 3-9      | 307      | 384      | Î2       |
| Arizona Cardinals                   | 4        | 13       | 0        | 23,5%    | 1-5      | 3-9      | 340      | 449      | Î7       |

## Rezultate sezonul regulat
Sezonul regulat a luat startul pe 8 septembrie 2022.

## Play-off

### Meciurile de calificare pentru play-off

#### AFC
- Buffalo Bills - Miami Dolphins 34-31
- Cincinnati Bengals - Baltimore Ravens 24-17
- Jacksonville Jaguars - Los Angeles Chargers 31-30

#### NFC
- San Francisco 49ers - Seattle Seahawks 41-23
- Minnesota Vikings - New York Giants 24-31
- Tampa Bay Buccaneers - Dallas Cowboys 14-31

### Meciurile din play-off
|  | Semifinale pe conferințe | Semifinale pe conferințe |                         |    | Finale pe conferințe | Finale pe conferințe |  |  | Finala NFL | Finala NFL |
|  |                          |                          |                         |    |                      |                      |  |  |            |            |
|  | 21 ianuarie              |                          |                         |    |                      |                      |  |  |            |            |
|  |                          |                          |                         |    |                      |                      |  |  |            |            |
|  | Philadelphia Eagles (1)  | 38                       |                         |    |                      |                      |  |  |            |            |
|  | Philadelphia Eagles (1)  | 38                       | 29 ianuarie             |    |                      |                      |  |  |            |            |
|  | New York Giants (6)      | 7                        |                         |    |                      |                      |  |  |            |            |
|  | New York Giants (6)      | 7                        | Philadelphia Eagles (1) | 31 |                      |                      |  |  |            |            |
|  | 22 ianuarie              |                          | Philadelphia Eagles (1) | 31 |                      |                      |  |  |            |            |
|  |                          | San Francisco 49ers (2)  | 7                       |    |                      |                      |  |  |            |            |
|  | San Francisco 49ers (2)  | San Francisco 49ers (2)  | 7                       | 19 |                      |                      |  |  |            |            |
|  | San Francisco 49ers (2)  |                          | 12 februarie            | 19 |                      |                      |  |  |            |            |
|  | Dallas Cowboys (5)       | 12                       |                         |    |                      |                      |  |  |            |            |
|  | Dallas Cowboys (5)       | 12                       | Philadelphia Eagles (1) | 35 |                      |                      |  |  |            |            |
|  | 21 ianuarie              |                          | Philadelphia Eagles (1) | 35 |                      |                      |  |  |            |            |
|  |                          | Kansas City Chiefs (1)   | 38                      |    |                      |                      |  |  |            |            |
|  | Kansas City Chiefs (1)   | Kansas City Chiefs (1)   | 38                      | 27 |                      |                      |  |  |            |            |
|  | Kansas City Chiefs (1)   | 29 ianuarie              |                         | 27 |                      |                      |  |  |            |            |
|  | Jacksonville Jaguars (4) | 20                       |                         |    |                      |                      |  |  |            |            |
|  | Jacksonville Jaguars (4) | 20                       | Kansas City Chiefs (1)  | 23 |                      |                      |  |  |            |            |
|  | 22 ianuarie              |                          | Kansas City Chiefs (1)  | 23 |                      |                      |  |  |            |            |
|  |                          | Cincinnati Bengals (3)   | 20                      |    |                      |                      |  |  |            |            |
|  | Buffalo Bills (2)        | Cincinnati Bengals (3)   | 20                      | 10 |                      |                      |  |  |            |            |
|  | Buffalo Bills (2)        |                          |                         | 10 |                      |                      |  |  |            |            |
|  | Cincinnati Bengals (3)   | 27                       |                         |    |                      |                      |  |  |            |            |
|  | Cincinnati Bengals (3)   | 27                       |                         |    |                      |                      |  |  |            |            |